# Harsha
606–647
Entités précédentes :
- Pushyabhuti (en)
- Maukhari

Harshavardhana ou Harsha (590-647) est un empereur indien qui unifie et règne sur l'Inde du Nord durant plus de quarante années. Les évènements de son règne sont connus au travers du récit de voyage du pèlerin chinois Xuanzang et des écrits de Bâna, son historien, qui nous a laissé une description détaillée des événements qui le conduisirent à monter sur le trône.

## Biographie
Harsha est le fils cadet de Prabhâkaravardhana, un râja de Thâneshvar, ville capitale d'un royaume près de l'actuelle Lâhore. Sa sœur, Râjyashri, est l'épouse de Grahavarman Maukharî le râja de Kânauj. Harsha et son frère aîné Râjyavardhana sont allés combattre, à la tête d'une grande armée, les Shvetahûna qui menacent leur frontière occidentale et, à leur retour victorieux, leur père est décédé et leur mère a fait satî. Durant leur absence, Grahavarman Maukharî est défait et assassiné par Shashânka, le râja de Gauda, la capitale d'un royaume qui couvre le nord de l'Orissa et une partie du delta du Bengale, et Devagupta, un chef Gupta râja du Mâlvâ, ainsi que son épouse emprisonnée. Râjyavardhana monte alors sur le trône de Kânauj et lance ses armées contre le Mâlvâ qu'il soumet sans grande difficulté. Il est alors invité à un banquet par Shashânka qui prétend se soumettre et qui en profite pour l'assassiner. Harshavardhana monte alors, en 606, sur le trône vacant de Kânauj, mais il ne sera couronné qu'en 612. Certains historiens pensent que, durant la période intermédiaire, il agit comme régent pour le compte de sa sœur. D'après le texte de Banâ, cependant, il retrouve sa sœur qui s'était réfugiée - était peut-être retenue prisonnière ? - dans un ermitage situé dans les Vindhya et qui s'apprête à se suicider.
La source Bâna s'arrête sur cette période. Pour la suite, on se réfère au texte du pèlerin chinois Xuanzang.
Harsha, régnant depuis Kânauj qui va devenir une ville importante, dépassant en prospérité Pâtaliputra, la grande cité de la vallée du Gange, s'engage alors dans une période de guerres pour consolider et étendre son pouvoir sur l'Inde du Nord. Il fait ainsi la conquête du Panjâb, de parties du Bihar et du Bengale, intégrant nombre de micro royaumes qui passaient leur temps à se combattre les uns les autres, et, en 612, son royaume fait l'unité du territoire au nord de la Narmadâ. Il est ainsi maître de la vallée du Gange, de Vârânasî et Prayâg, mais aussi suzerain du Sind, du Cachemire et du Népal.
En 620, Harshavardhana attaque le royaume des Chalukya, gouverné par Pulakeshin II dans le Dekkan, qui résiste férocement, lui fait subir une sévère défaite et la frontière reste stabilisée sur la Narmadâ. Harsha fait aussi alliance avec Bhaskaravarman, le râja de Kâmarûpa - l'Assam actuel - étendant son contrôle plus à l'est, mais le royaume de Shashânka reste indépendant. Cependant, des États périphériques, qui ne reconnaissent pas sa suzeraineté, cherchent ses bonnes grâces et reconnaissent sa prédominance.
Bien que shivaïte, Harshavardhana est connu pour sa tolérance religieuse dont se fera l'écho le pèlerin chinois Xuanzang. C'est aussi un bon dirigeant qui calque son administration sur celles des Gupta, roi absolu, laissant cependant une grande autonomie à ses râja vassaux et sous lequel le village indien fonctionne suivant son modèle traditionnel de micro république. L'impôt est fixé, comme souvent dans l'Histoire de l'Inde, à un sixième des récoltes. Le souverain exerce son contrôle par des déplacements incessants. Il écoute patiemment les récriminations de ses sujets les plus humbles. L'ordalie est en usage pour la justice (épreuves de l'eau, du feu, du poids et du poison). Harsha un excellent diplomate qui entretient des relations suivies et fructueuses avec la Chine. D'après Xuanzang :
Harsha était juste dans son administration et pointilleux dans l'exercice de ses responsabilités. Il oubliait de dormir et de manger, tant il se préoccupait de bien faire. Il visitait et inspectait tout son empire. Des constructions temporaires étaient érigées pour ses séjours (cité dans Alain Daniélou, Histoire de l'Inde)
Harsha se convertit ensuite au bouddhisme mahāyāna, pourtant déjà en déclin en Inde, tout en conservant son attitude tolérante, il est cependant plus sévère encore qu'Ashoka dans la prohibition de l'exécution d'animaux et de la consommation de leur viande, répandant plus encore la pratique du végétarisme dans le sous-continent. Il réunit chaque année des assemblées bouddhistes ainsi que des synodes où l'on discute en sa présence de questions de théologie et de morale, réunions qui connaissent leur apogée lorsqu'il invite à Kânauj, en 643, plusieurs rāja comme Bhāskaravarman de Kāmarūpa et le roi Valabhî Dhuvabhatti ainsi qu'une large congrégation de brahmanes, de moines bouddhistes et jaïns à une grande assemblée. Il organise aussi une grande rencontre multi-confessionnelle à Prayâg - l'actuelle Prayagraj (Allāhābād) - peut-être la première kumbhamelâ. Le pèlerin chinois Xuanzang fait à cette occasion la première mention historique de la manifestation dans son Rapport du voyage en Occident à l'époque des Grands Tang
C'est aussi un mécène qui fait des dons importants à l'université de Nâlandâ, alors à son apogée, et qui reçoit la visite de Xuanzang. C'est enfin un auteur dramatique à qui on attribue avec certitude trois pièces en sanskrit, Ratnâvalî, « Collier de joyaux », Priyadarshikâ, dont l'action se déroule dans un harem, et Nâgânanda, « Béatitude du Nâga », un drame bouddhiste qui met en scène le renoncement de Garuda à détruire les Nâga.
Harsha meurt, peut-être à la suite d'un combat avec Shashânka, vers 647, sans descendant mâle et c'est le fils de sa fille qui monte sur le trône sous le nom de Dhruvasena IV. Narasimhavarman, le roi Pallava de Kânchî, devient alors la puissance majeure de la péninsule et Bhâskaravarman, le râja de l'Assam, annexe une grande partie des territoires ayant appartenu à Harshavardhana. Bientôt son empire fortement centralisé éclate en micro États qui ne pourront résister aux incursions musulmanes qui se préparent.